# Châteauneuf (Côte-d'Or)
Châteauneuf is een gemeente in het Franse departement Côte-d'Or (regio Bourgogne-Franche-Comté) en telt 85 inwoners (2009). De plaats maakt deel uit van het arrondissement Beaune. Châteauneuf is lid van Les Plus Beaux Villages de France.

## Geografie
De oppervlakte van Châteauneuf bedraagt 10,5 km², de bevolkingsdichtheid is dus 8,1 inwoners per km².
De onderstaande kaart toont de ligging van Châteauneuf (Côte-d'Or) met de belangrijkste infrastructuur en aangrenzende gemeenten.

## Demografie
Onderstaande figuur toont het verloop van het inwonertal (bron: INSEE-tellingen).